# افینیام
افینیام (به لاتین: Affiniam) یک منطقهٔ مسکونی در سنگال است که در Bignona Department واقع شده‌است. افینیام ۱٬۶۲۰ نفر جمعیت دارد.